# Herm Hedderick
Herman Arthur "Herm" Hedderick (Richmond, Virginia, 1 de enero de 1930 - Latrobe, Pensilvania,20 de agosto de 2014) fue un jugador de baloncesto estadounidense que disputó una temporada en la NBA. Con 1,95 metros de estatura, jugaba en la posición de base.

## Trayectoria deportiva

### Universidad
Jugó durante cuatro temporadas a baloncesto y béisbol con los Golden Griffins del Canisius College, siendo en su última temporada el mejor anotador del equipo, promediando 16,5 puntos por partido, y el mejor reboteador de todos los tiempos, promediando 15,4 rebotes esa temporada.

### Profesional
Fue elegido en la trigésimo séptima posición del Draft de la NBA de 1952 por Boston Celtics, pero fue traspasado junto a Mo Mahoney, Jim Doherty y Vernon Stokes a Baltimore Bullets a cambio de Don Barksdale. Pero no jugó en toda la temporada, y tras la desaparición del equipo, se produjo un draft de dispersión, siendo elegido por los Rochester Royals, quienes tampoco contaron con él en el equipo. Fueron finalmente los New York Knicks quienes se hicieron con sus servicios en 1955 pero únicamente disputó 5 partidos en los que anotó 4 puntos.

## Estadísticas de su carrera en la NBA

### Temporada regular
| Temporada | Edad | Equipo          | Liga | P | TIT | MIN | TC  | TCA | %TC  | 3P | 3PA | %3P | TL  | TLA | %TL  | R.OF. | R.DEF. | REB | ASIS | ROB | TAP | PER | FP  | PTS |
| 1954-55   | 25   | New York Knicks | NBA  | 5 |     | 4.6 | 0.4 | 1.8 | .222 |    |     |     | 0.0 | 0.2 | .000 |       |        | 0.8 | 0.4  |     |     |     | 0.6 | 0.8 |
| Total     |      |                 | NBA  | 5 |     | 4.6 | 0.4 | 1.8 | .222 |    |     |     | 0.0 | 0.2 | .000 |       |        | 0.8 | 0.4  |     |     |     | 0.6 | 0.8 |